# Park Mamuta we Wrocławiu

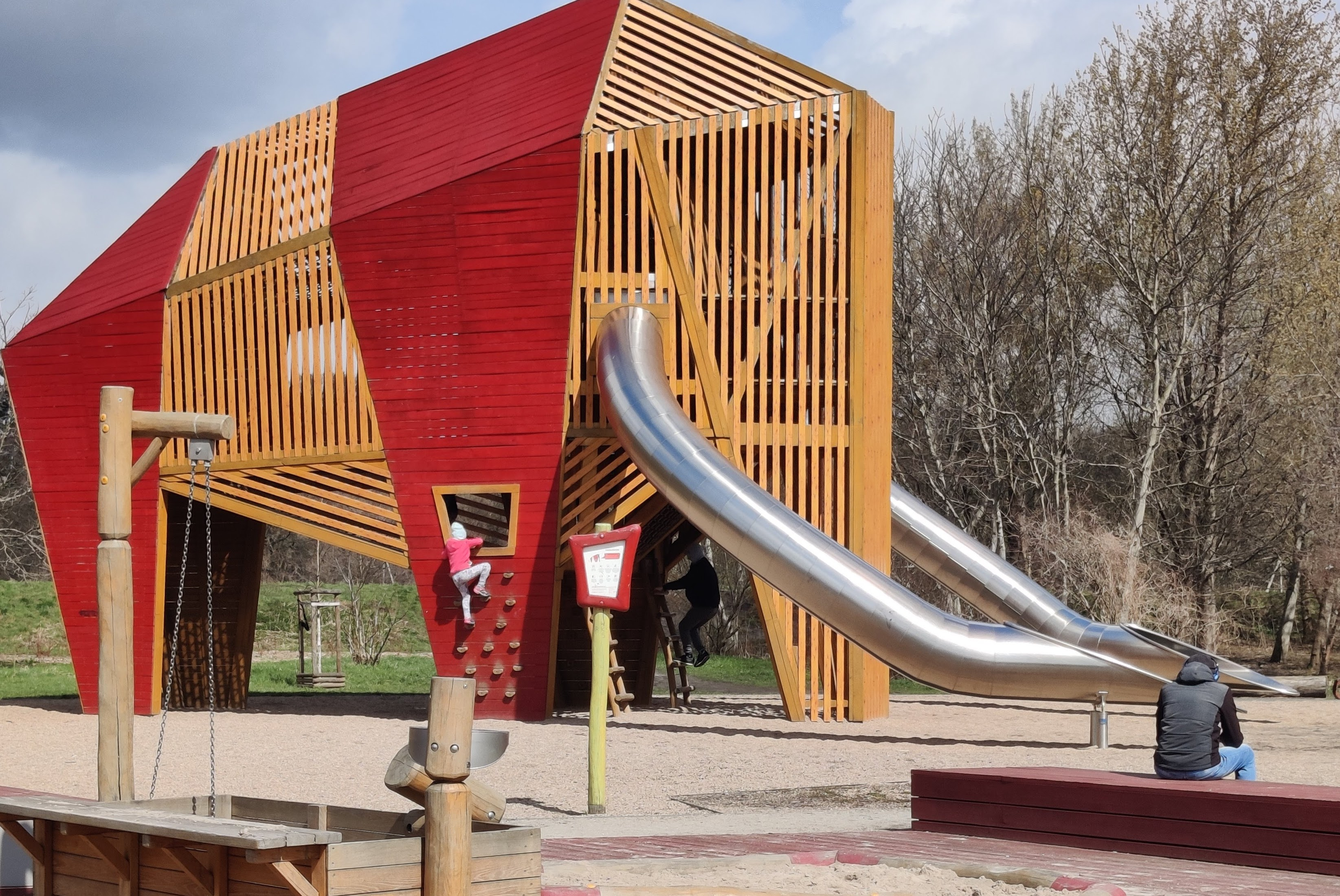
konstrukcja w Parku Mamuta

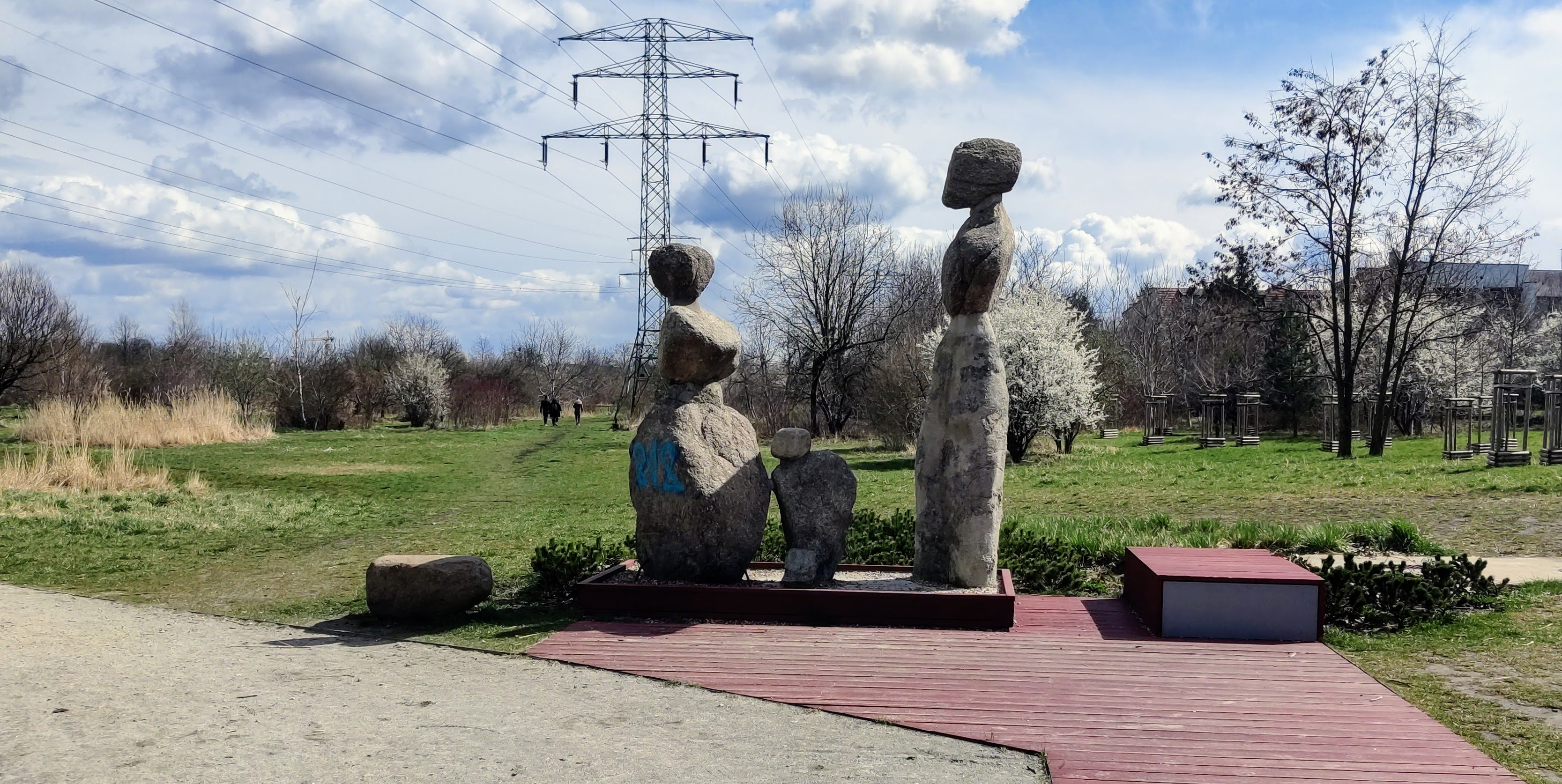
rzeźba „Rodzina” w Parku Mamuta

Park Mamuta – obszar na wrocławskim osiedlu Oporów, położony wzdłuż przeciwpowodziowego wału na lewym (południowym) brzegu rzeki Ślęzy oraz wzdłuż ul. Bukowskiego.
Plan zagospodarowania, w ramach Wrocławskiego Budżetu Obywatelskiego, 7-hektarowego pasa nieużytków pomiędzy ul. Bukowskiego a wałem przeciwpowodziowym zgłosili mieszkańcy osiedla Oporów po raz pierwszy w roku 2013 (wówczas plan ten zakładał m.in. budowę koła wodnego na znajdującym się tam na rzece Ślęzie jazie), ale wówczas przedsięwzięcie to nie zostało przyjęte ze względów formalnych. Rok później, w 2014, zmieniony w stosunku do poprzedniego roku projekt (bez koła wodnego, ale z atrakcjami o charakterze rekreacyjnym) pod nazwą „Park Wspólnotowy «Ślężański Mamut» – przyjazna przestrzeń dla aktywnego wypoczynku, kultury i edukacji uczestniczącej, współtworzona przez użytkowników” uzyskał ponad 5,2 tys. głosów i został przyjęty do realizacji.
Dopracowanie projektu oraz wyłonienie w przetargu wykonawców zajęło następne cztery lata (przetargi ogłaszano czterokrotnie). Koncepcję przestrzenną opracowali Alina Drapella-Hermansdorfer i Maciej Stojak, a autorem projektu budowlanego i wykonawczego Parku Mamuta jest architekt Bartosz Żmuda. Prace rozpoczęły się wiosną 2018, a zakończono je jesienią tego samego roku. Park Mamuta został oddany do użytku w sobotę 10 listopada 2018.
Najbardziej charakterystycznym obiektem w Parku Mamuta jest wysoka na 8 metrów konstrukcja stylizowanego mamuta, przeznaczona dla dzieci do wspinania się w jej wnętrzu; wystające z dwóch stron „głowy” tej konstrukcji rury (mające być „ciosami” zwierzęcia) służą dzieciom jako zjeżdżalnie. Oprócz „mamuta” są też inne atrakcje dla dzieci, głównie w wieku przedszkolnym i wczesnoszkolnym, a także ławki i siedziska służące rekreacji. Przewidziano też nasadzenie sporej liczby roślinności (451 drzew liściastych, 6,2 tys. krzewów ozdobnych, 18,5 tys. traw ozdobnych i skrzypów), a Zarząd Zieleni Miejskiej w kolejnych latach zobowiązany został do ich uzupełniania. Istniejące nad Ślęzą już wcześniej rzeźby („Zadumana Ślężanka” i „Rodzina”, wykonane w 1975 z głazów narzutowych, autorstwa Tadeusza Tellera) zostały również wkomponowane w Park Mamuta („Rodzina” wymagała przeniesienia o kilkadziesiąt metrów).